# Aníbal Lavandeira
Aníbal Nicolás Lavandeira Torre (28 de enero de 1969) es un deportista, autor, docente, ultramaratonista y entrenador uruguayo. 
Lavanderia es uno de los mejores ultramaratonista extremo del mundo.

## Biografía
Fue el único latinoamericano seleccionado para correr la Swamp Fox Ultra, una recorrida de 700 kilómetros en Carolina del Sur, Estados Unidos.
Trabaja como docente en la Asociación Cristiana de Jóvenes y en la Escuela Nacional de Entrenadores. 
Lavandeira también da conferencias y es entrenador personal.
La Confederación Atlética del Uruguay lo nombró Atleta Destacado en 2017 y mejor atleta de la especialidad en 2015 y 2018.
Es imagen de marcas como Macro Mercado, San Roque y New Balance, entre otras.
Es autor de libro Ultra. Vivir y Correr al Límite, donde cuenta sus aventuras corriendo carreras y explica de dónde proviene la motivación entre otros temas autobiográficos.

## Vida privada
Se casó con Daniela y actualmente contrajo matrimonio con Dahiana Risotto; tienen una hija que se llama Lourdes Lavandeira.

## Galardones
- 2012, Ganador ultramarton Florida, Durazno 90km.
- 2013, cuarto puesto Campeonato Argentino de 100 km ruta.
- 2014, ganador 12 horas Nocturnas, con récord nacional de Uruguay.
- 2015, Primer Latinoamericano del Campeonato Mundial de 24 horas en Torino, Italia.
- 2015, Ganador de «Cassino Ultra Race» la ultramaratón de playa más larga del mundo 230 km, Brasil.
- 2016, récord de Uruguay de 24 horas Uruguay Natural.
- 2016, segundo puesto de Ultramaraton 114 km, Melo, Uruguay.
- 2016, cuarto lugar en «PT281» (281 km Sin parar, (Non Stop), Portugual).
- 2016, Segundo puesto PUESTO en «Extremosur» Ultramaraton de playa 230 km Brasil.
- 2016, Segundo puesto 12 HORAS San Pedro, Argentina.
- 2017, Ganador 24 horas, Montevideo.
- 2017, Tercer puesto Latinoamericano en Campeonato Mundial 24 horas, Belfast, Irlanda.
- 2018, Ganador 24 horas, San Pedro, Argentina.
- 2018, Cuarto puesto en 24 horas, Borgh, Suiza.
- 2019, 12 puesto en carrera «MI MIL KIL 500 km» Sin parar (Non Stop).
- 2021, 700 km mejor marca mundial en la Swamp Fox Ultra en Estados Unidos.[3]

### Libro
- Ultra (ISBN 9789974718609)

El físico se va desgastando con los años, pero la mente se enriquece hasta el último día.
Aníbal Lavandeira, noviembre de 2021.